# Hiddingen
Hiddingen ist ein Ortsteil der Stadt Visselhövede im niedersächsischen Landkreis Rotenburg (Wümme). In dem Dorf leben etwa 530 Einwohner. 

## Geografie
Hiddingen liegt im nordöstlichen Bereich der Stadt Visselhövede, 3 km nordöstlich vom Kernort Visselhövede. Zu Hiddingen gehören noch Battenbrock und Jürshof. 
Nachbarorte sind – von Norden aus im Uhrzeigersinn – Rosebruch, Drögenbostel, Ottingen, Visselhövede (Kernort), Schwitschen und Buchholz.
Bei Hiddingen entspringt die Rodau, ein linker Nebenfluss der Wümme.

## Geschichte
Seit der Gebietsreform, die am 1. März 1974 in Kraft trat, ist die vorher selbstständige Gemeinde Hiddingen eine von 15 Ortschaften der Stadt Visselhövede.

## Politik

### Ortsrat
Der Ortsrat, der Hiddingen vertritt, setzt sich aus fünf Mitgliedern zusammen. Die Ratsmitglieder werden durch eine Kommunalwahl für jeweils fünf Jahre gewählt.
Bei der Kommunalwahl 2021 ergab sich folgende Sitzverteilung:
- Wählergemeinschaft Hiddingen (WGH): 5 Sitze

### Ortsbürgermeister
Ortsbürgermeister ist Michael Senkbeil

## Bauwerke
- Wohn- und Wirtschaftsgebäude Battenbrock 1 von 1825 in Fachwerk mit ziegededecktem Krüppelwalmdach und großem Dachhaus

## Wirtschaft und Infrastruktur
Hiddingen liegt fernab des großen Verkehrs. Die Bundesautobahn 27 verläuft 17 km entfernt südwestlich. Die von Bomlitz über Visselhövede nach Rotenburg (Wümme) führende Bundesstraße 440 verläuft südwestlich, 3 km entfernt. Die Bundesstraße 71 von Soltau über Neuenkirchen nach Rotenburg (Wümme) verläuft in 6 km Entfernung nordöstlich.
In Hiddingen gibt es – im Gegensatz zu einigen kleineren Ortsteilen von Visselhövede – Straßenbezeichnungen und nicht nur Hausnummern, sodass sich Einwohner, Postboten, Lieferanten und Besucher gut orientieren können.

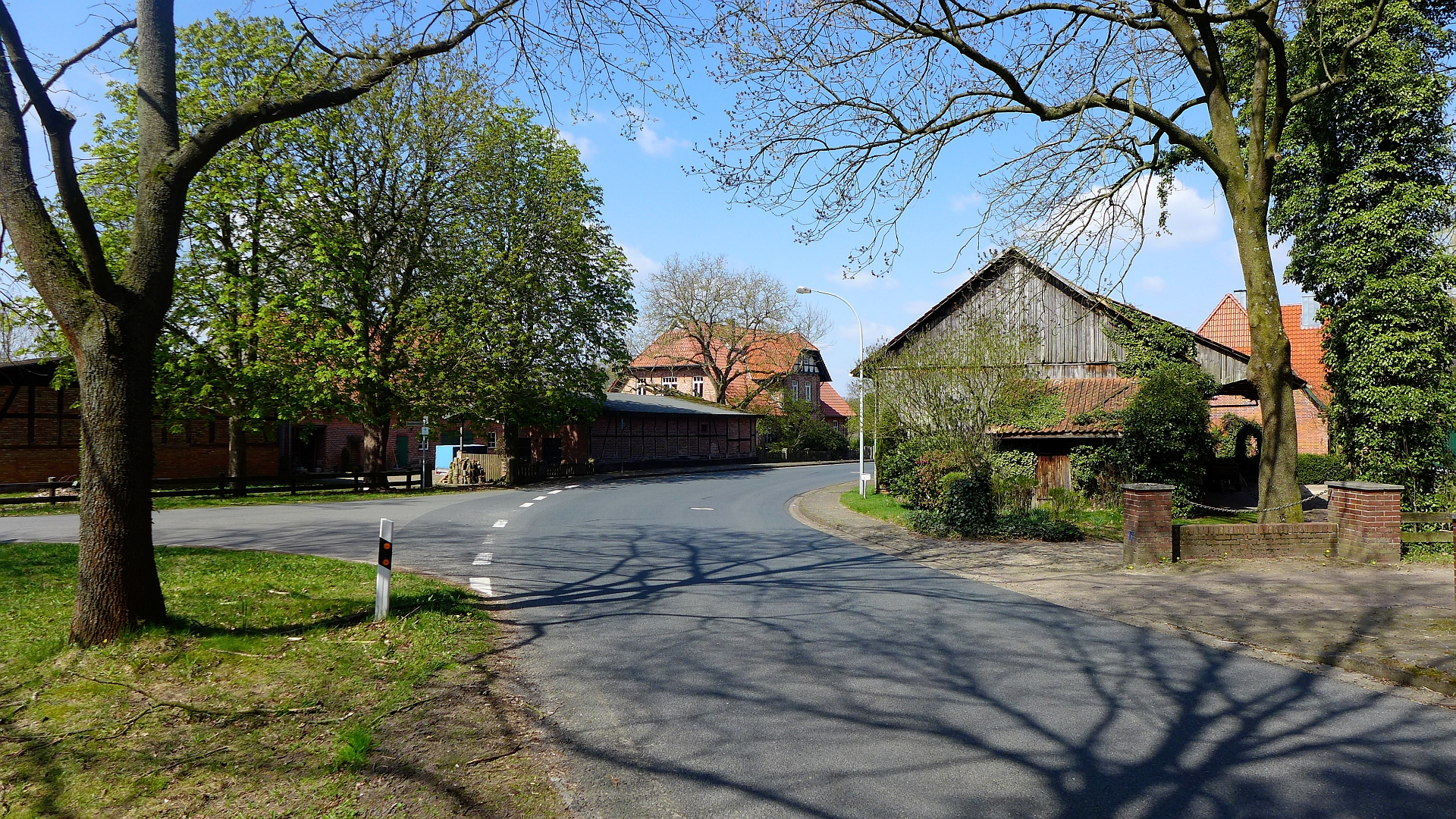
Ortsblick
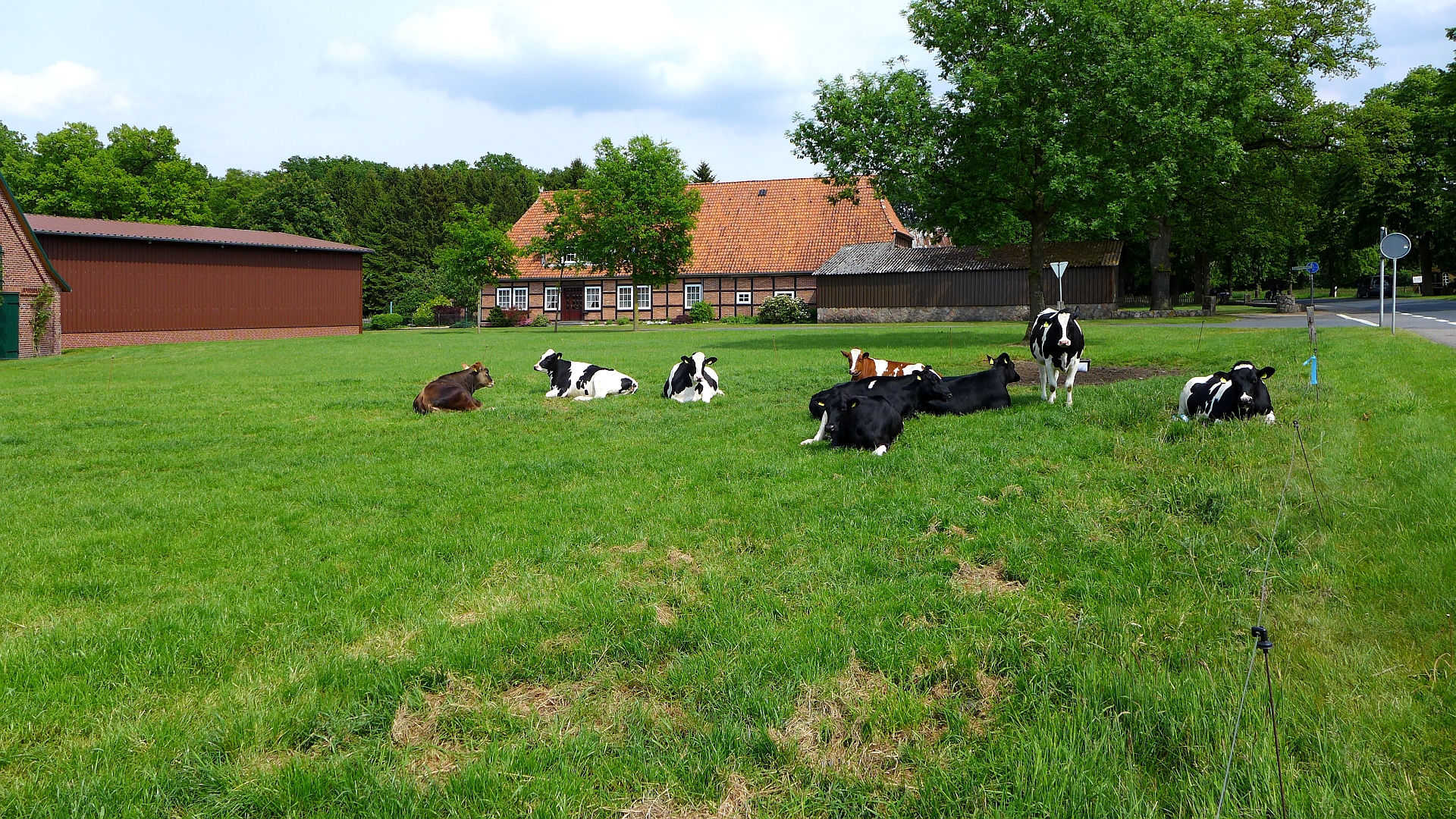
Kälber im Mai
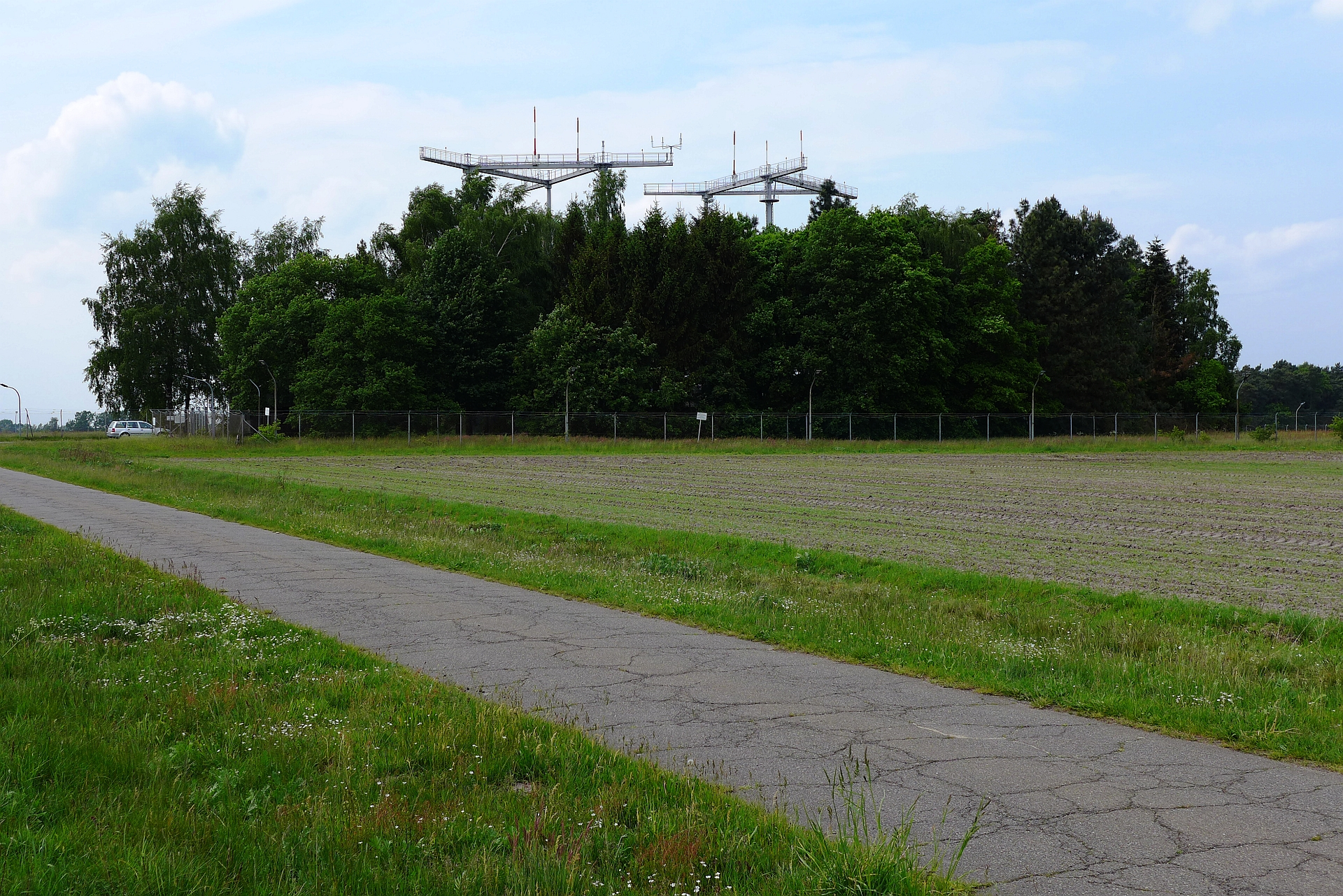
Radaranlage in Hiddingen

## Persönlichkeiten
- Marlene Crüsemann (* 7. November 1953; geb. Cohrs), Neutestamentlerin